# Ймовірнісно приблизно коректне навчання
Ймовірнісно приблизно коректне навчання (ЙПК навчання, англ. Probably Approximately Correct learning, PAC learning) в теорії обчислювального навчання — це схема математичного аналізу машинного навчання. Схему запропонував 1984 року Леслі Веліант.
У цій схемі вчитель отримує вибірки і повинен вибрати узагальнювальну функцію (звану гіпотезою) з певного класу можливих функцій. Метою є функція, яка з великою ймовірністю (звідки «ймовірнісно» в назві) матиме низьку помилку узагальнення (звідки «приблизно коректне» в назві). Учитель повинен бути здатний навчити концепт, що дає довільний коефіцієнт апроксимації, ймовірність успіху або розподілу вибірок.